# Finland op het Eurovisiesongfestival 1992
Finland nam in 1992 deel aan het Eurovisiesongfestival in Malmö, Zweden. Het was de eenendertigste deelname van het land op het festival. Het land werd vertegenwoordigd door Pave Maijan met het lied Yamma Yamma.

## Selectieprocedure
De finale werd gehouden in de Typhon Hall in Turku.
In totaal deden 10 artiesten mee aan deze nationale finale.
De winnaar werd aangeduid door 2 ronden van televoting. Na de eerste ronde bleven de beste 4 liedjes over, waarna deze streden voor de overwinning.
| Volgorde | Artiest                     | Lied                          | P  | Place |
| -------- | --------------------------- | ----------------------------- | -- | ----- |
| 1        | Arja Koriseva               | "Huomiseen"                   | -  | -     |
| 2        | Pepe Willberg               | "Kaukaa kaipaan"              | -  | -     |
| 3        | Sonja Lumme                 | "Rakkauden bulevardi"         | 24 | 3rd   |
| 4        | Kirka                       | "Antaa menneisyyden mennä"    | -  | -     |
| 5        | Tauski Peltonen             | "Lauluni sinulle"             | -  | -     |
| 6        | Leena Nilsson               | "Soita kitaaraa"              | 35 | 2nd   |
| 7        | Rexi Kero and Kaija Pohjola | "Ruskaa näin sinun silmissäs" | -  | -     |
| 8        | Pave Maijanen               | "Yamma, yamma"                | 66 | 1ste  |
| 9        | Riki Sorsa                  | "Silmiisi sun"                | 18 | 4de   |
| 10       | Kikka                       | "Parhaat puoleni"             | -  | -     |

## In Malmö
Op het Eurovisiesongfestival zelf trad Finland als 12de van 23 deelnemers aan, na IJsland en voor Zwitserland. Aan het einde van de puntentelling stond Finland op een 23ste en laatste plaats met 4 punten.
België en Nederland gaven geen punten aan de Finse inzending.

### Gekregen punten

#### Finale
| 12 punten | 10 punten | 8 punten      | 7 punten | 6 punten |
| --------- | --------- | ------------- | -------- | -------- |
|           |           |               |          |          |
| 5 punten  | 4 punten  | 3 punten      | 2 punten | 1 punt   |
|           |           | - Joegoslavië |          | - Israël |

### Punten gegeven door Finland

#### Finale
Punten gegeven in de finale:
| 12 punten | Italië              |
| 10 punten | Ierland             |
| 8 punten  | Cyprus              |
| 7 punten  | Frankrijk           |
| 6 punten  | Verenigd Koninkrijk |
| 5 punten  | Griekenland         |
| 4 punten  | Joegoslavië         |
| 3 punten  | Spanje              |
| 2 punten  | Portugal            |
| 1 punt    | Noorwegen           |

1961 · 1962 · 1963 · 1964 · 1965 · 1966 · 1967 · 1968 · 1969 · 1970 · 1971 · 1972 · 1973 · 1974 · 1975 · 1976 · 1977 · 1978 · 1979 · 1980 · 1981 · 1982 · 1983 · 1984 · 1985 · 1986 · 1987 · 1988 · 1989 · 1990 · 1991 · 1992 · 1993 · 1994 · 1995 · 1996 · 1997 · 1998 · 1999 · 2000 · 2001 · 2002 · 2003 · 2004 · 2005 · 2006 · 2007 · 2008 · 2009 · 2010 · 2011 · 2012 · 2013 · 2014 · 2015 · 2016 · 2017 · 2018 · 2019 · 2020 · 2021 · 2022 · 2023 · 2024 · 2025